# رابین مگراو
رابین مگراو (انگلیسی: Robin Megraw؛ زادهٔ ۹ اوت ۱۹۵۰) بازیکن فوتبال اهل کانادا بود.
وی همچنین در تیم ملی فوتبال المپیک کانادا بازی کرده‌است.